# سوث غيت (كاليفورنيا)
سووث غاتي (بالإنجليزية: South Gate)‏ هي إحدى مدن مقاطعة لوس أنجليس، كاليفورنيا. تم إعطاءها لقب مدينة في 20 يناير، 1923.

## التركيبة السكانية
حدّد مكتب تعداد الولايات المتحدة بيانات التركيبة السكانية لسوث غيت في تعداد الولايات المتحدة. في ما يلي، التركيبة السكانية حسب تعدادي 2000 و2010.

### تعداد عام 2000
بلغ عدد سكان سوث غيت 96,375 نسمة بحسب تعداد عام 2000، وبلغ عدد الأسر 23,213 أسرة وعدد العائلات 20,063 عائلة مقيمة في المدينة. في حين سجلت الكثافة السكانية 5,061.7 نسمة لكل كيلومتر مربع (13,109.7/ميل2). وبلغ عدد الوحدات السكنية 24,269 وحدة بمتوسط كثافة قدره 1,274.6 لكل كيلومتر مربع (3,301.2/ميل2).
وتوزع التركيب العرقي للمدينة بنسبة 41.65% من البيض و0.96% من الأمريكيين الأفارقة و0.93% من الأمريكيين الأصليين و0.83% من الأمريكيين ذوي الأصول الآسيوية و0.12% من سكان جزر المحيط الهادئ و50.96% من الأعراق الأخرى و4.55% من عرقين مختلطين أو أكثر و92% من الهسبانيون أو اللاتينيون من أي عرق.
بلغ عدد الأسر 23,213 أسرة كانت نسبة 65.4% منها لديها أطفال تحت سن الثامنة عشر تعيش معهم، وبلغت نسبة الأزواج القاطنين مع بعضهم البعض 59.6% من أصل المجموع الكلي للأسر، ونسبة 18.4% من الأسر كان لديها معيلات من الإناث دون وجود شريك، بينما كانت نسبة 8.4% من الأسر لديها معيلون من الذكور دون وجود شريكة وكانت نسبة 13.6% من غير العائلات. تألفت نسبة 10.4% من أصل جميع الأسر من عدة أفراد يعيشون في نفس المنزل ونسبة 4.8% كانت تتألف من شخص يعيش بمفرده يبلغ من العمر 65 عاماً أو أكثر. وبلغ متوسط حجم الأسرة المعيشية 4.15، أما متوسط حجم العائلات فبلغ 4.37.
بلغ العمر الوسطي للسكان 26.0 عاماً. وكانت نسبة 35.6% من القاطنين تحت سن الثامنة عشر، وكانت نسبة 12.5% بين الثامنة عشر والرابعة والعشرين عاماً، ونسبة 31.5% كانت واقعةً في الفئة العمرية ما بين الخامسة والعشرين والرابعة والأربعين عاماً، ونسبة 14.8% كانت ما بين الخامسة والأربعين والرابعة والستين، ونسبة 5.4% كانت ضمن فئة الخامسة والستين عاماً فما فوق. يوجد لكل 100 أنثى 98.3 ذكر، ويوجد لكل 100 أنثى في الثامنة عشر من عمرها فما فوق 95.5 ذكر.
بلغ متوسط دخل الأسرة في المدينة 35,695 دولارًا، أما متوسط دخل العائلة فبلغ 35,789 دولارًا. وكان متوسط دخل الذكور 25,350 دولارًا مقابل 19,978 دولارًا للإناث. وسجل دخل الفرد الخاص بالمدينة 10,602 دولارًا. وكانت نسبة 17.4% من العائلات ونسبة 19.2% من السكان تحت خط الفقر، وكان من هؤلاء نسبة 24.5% تحت سن الثامنة عشر ونسبة 12% في الخامسة والستين من العمر وما فوق.

### تعداد عام 2010
بلغ عدد سكان سوث غيت 94,396 نسمة بحسب تعداد عام 2010، وبلغ عدد الأسر 23,278 أسرة وعدد العائلات 20,150 عائلة مقيمة في المدينة. في حين سجلت الكثافة السكانية 4,957.8 نسمة لكل كيلومتر مربع (12,840.6/ميل2). وبلغ عدد الوحدات السكنية 24,160 وحدة بمتوسط كثافة قدره 1,268.9 لكل كيلومتر مربع (3,286.4/ميل2).
وتوزع التركيب العرقي للمدينة بنسبة 50.47% من البيض و0.94% من الأمريكيين الأفارقة و0.93% من الأمريكيين الأصليين و0.78% من الأمريكيين ذوي الأصول الآسيوية و0.10% من سكان جزر المحيط الهادئ و43.04% من الأعراق الأخرى و3.74% من عرقين مختلطين أو أكثر و94.75% من الهسبانيون أو اللاتينيون من أي عرق.
بلغ عدد الأسر 23,278 أسرة كانت نسبة 59.3% منها لديها أطفال تحت سن الثامنة عشر تعيش معهم، وبلغت نسبة الأزواج القاطنين مع بعضهم البعض 56.6% من أصل المجموع الكلي للأسر، ونسبة 20.2% من الأسر كان لديها معيلات من الإناث دون وجود شريك، بينما كانت نسبة 9.7% من الأسر لديها معيلون من الذكور دون وجود شريكة وكانت نسبة 13.4% من غير العائلات. تألفت نسبة 9.8% من أصل جميع الأسر من عدة أفراد يعيشون في نفس المنزل ونسبة 4.3% كانت تتألف من شخص يعيش بمفرده يبلغ من العمر 65 عاماً أو أكثر. وبلغ متوسط حجم الأسرة المعيشية 4.05، أما متوسط حجم العائلات فبلغ 4.24.
بلغ العمر الوسطي للسكان 29.4 عاماً. وكانت نسبة 31.1% من القاطنين تحت سن الثامنة عشر، وكانت نسبة 12% بين الثامنة عشر والرابعة والعشرين عاماً، ونسبة 29.7% كانت واقعةً في الفئة العمرية ما بين الخامسة والعشرين والرابعة والأربعين عاماً، ونسبة 20.2% كانت ما بين الخامسة والأربعين والرابعة والستين، ونسبة 7% كانت ضمن فئة الخامسة والستين عاماً فما فوق. وتوزع التركيب الجنسي للسكان بنسبة 49.1% ذكور و50.9% إناث.

## أعلام
- روجر سميث
- والتر بيريز
- دون هورن
- بيت روزيل
- مايك باتل
- جوني غودمان